# Malaysische Sprache

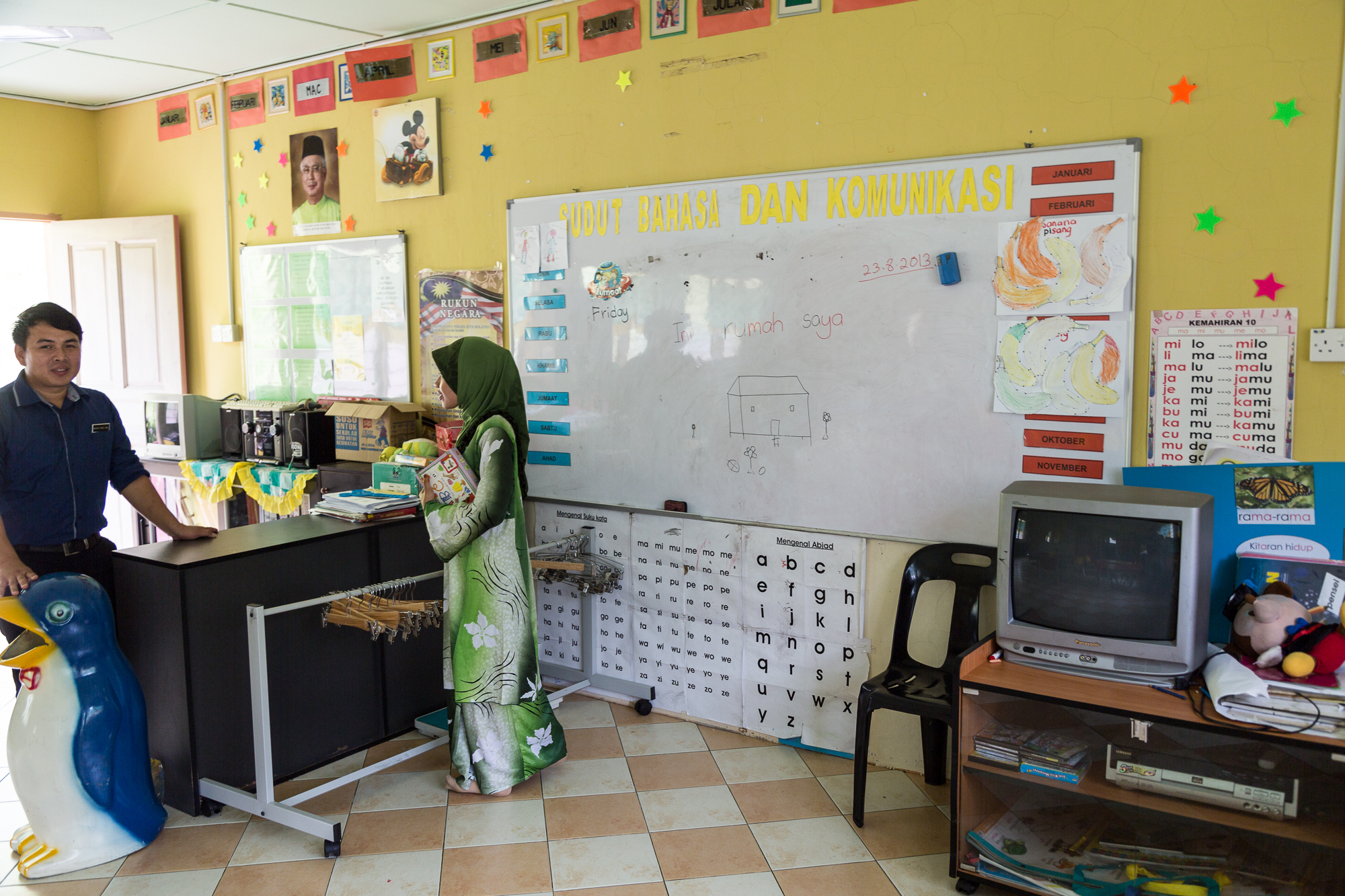
Vorschule in Pensiangan mit Hilfsmitteln zur Spracherziehung in malaysischer Sprache

Die malaysische Sprache (Eigenbezeichnung: Bahasa Malaysia, ISO 639-3: Standard Malay) ist die offizielle Landessprache der Staaten Malaysia, Brunei und Singapur. Ihr linguistischer Hintergrund (Makrosprache) ist die malaiische Sprache. Der Gebrauch des Ausdrucks „Bahasa Malaysia“ ist für alle in Malaysia erscheinenden Zeitungen, Radio- und Fernsehsendungen zwingend vorgeschrieben. Da Malaysisch nicht nur als Amtssprache gut eingeführt ist, sondern auch bereits in der Primarstufe des malaysischen Bildungssystems Pflichtfach ist, kann davon ausgegangen werden, dass Malaysisch zumindest als Zweitsprache von der überwiegenden Mehrzahl der Bevölkerung verstanden und gesprochen wird. Entsprechend der Bevölkerungszahl liegt die Zahl der Sprecher damit bei etwa 28 Millionen.

## Abgrenzung zur indonesischen Sprache
Auch die indonesische Sprache – in Indonesien als Bahasa Indonesia bezeichnet – verwendet als linguistischen Überbau die Makrosprache „Malaiische Sprache“. Da sich die beiden Sprachversionen linguistisch weitgehend gleichen, gehört die auf Bahasa Melayu basierende Sprachgruppe mit zusammen etwa 200 Millionen Sprechern zu den meistgesprochenen Sprachen der Erde.

## Geschichte
Bereits während der Kolonialzeit hatten Richard Olaf Winstedt und Richard James Wilkinson die Grundlagen des heutigen Bildungssystems in Malaysia geschaffen und durch ihre Arbeiten nicht nur die Systematik der malaiischen Sprache erforscht, sondern auch die bis heute gültigen malaiisch-englischen Wörterbücher geschaffen. Bei der Entlassung der Föderation Malaya in die Unabhängigkeit wurde der Begriff „Bahasa Melayu“ von den Vätern der Unabhängigkeit Malaysias, allen voran Tunku Abdul Rahman, als Artikel 152 in die Verfassung eingeführt, um dem Vielvölkerstaat durch eine gemeinsame Sprache eine Identität zu verschaffen.
Nach den blutigen ethnischen Unruhen im Jahr 1969 führte Premierminister Tun Abdul Razak Hussain den Begriff „Bahasa Malaysia“' ein, um auf diese Weise die Einheit der Ethnien Malaysias zu demonstrieren und um dem Streit um die Vorherrschaft der indigenen Malaien die Schärfe zu nehmen. Unter dem Minister für Bildung Anwar Ibrahim wurde im Jahr 1986 die Bezeichnung „Bahasa Melayu“ wieder eingeführt. Im April 2007 sprach sich das malaysische Kabinett einstimmig dafür aus, „Bahasa Malaysia“ wieder als offiziellen Begriff für die nationale Sprache aller Ethnien in Malaysia zu verwenden.

“The Malay language belongs to Malaysians of all races and not just the Malays. The term Bahasa Malaysia would instil a sense of belonging.”

„Die malaiische Sprache gehört den Malaysiern aller Rassen und nicht nur den Malaien. Der Begriff Bahasa Malaysia würde ein Zugehörigkeitsgefühl entwickeln.“

Der Gebrauch des Ausdrucks „Bahasa Malaysia“ ist für alle in Malaysia erscheinenden Zeitungen, Radio- und Fernsehsendungen zwingend vorgeschrieben.

## Sprachregulierung
Bahasa Malaysia wird durch die staatliche Institution Dewan Bahasa dan Pustaka (Institut für Sprache und Literatur) reguliert.